# ソン・ジュンヒョン
ソン・ジュンヒョン（朝:  손준형、朝:  孫準亨、英: Son Jun-hyung、2000年10月21日 - ）は、韓国のアイドル。男性アイドルグループ・GHOST9のメンバーである。マル企画所属。身長178cm。血液型B型。

## 来歴
2017年10月29日、JTBC放送のオーディション番組『MIXNINE』に出演し、最終順位68位。
2019年、Wanna One出身のパク・ジフンの「L.O.V.E」のバックダンサーとして活動していた。
2020年9月23日、ボーイズグループ・GHOST9のメンバーとしてミニアルバム「PRE EPISODE 1：DOOR」を発売し、デビューした。

## 出演

### テレビ番組
- MIXNINE（2017年、JTBC）